# Памятник Кадарчы
Кадарчы (Животновод) — памятник пастуху в республике Тыва, недалеко от города Кызыл. Считается одной из визитных карточек Тывы.

## Расположение
Памятник установлен на 9 км автотрассы Кызыл—Эрзин, на горе напротив Кызыльского аэропорта. Через дорогу от памятника находится целебный источник (аржаан) Тос-Булак.

## Композиция памятника
Памятник стоит на небольшом коническом холме и изображает пастуха, одетого в тёплый тувинский халат тона и остроконечную шапку. На поясе пастуха висят нож и кресало. Широко раскинутые руки пастуха опираются на посох, а его взгляд направлен вдаль.
После установки памятника посчитали неправильным, что рядом с пастухом нет стада. Поэтому вокруг памятника разложили более сотни камней, покрасили их в белый цвет, и теперь они символизируют стадо овец.